# 펠리피 알리스치 로페스
펠리피 알리스치 로페스(Felipe Aliste Lopes, 1987년 8월 7일 ~ ) 또는 펠리피(Felipe)는 브라질의 전 축구 선수로, 과거 센터백으로 활약하였다.